# Álomba ringató esti mesék (Így jártam anyátokkal)
Az Álomba ringató esti mesék az Így jártam anyátokkal című amerikai televíziós sorozat kilencedik évadjának tizenegyedik epizódja. Eredetileg 2013. november 25-én vetítették, az Egyesült Államokban, míg Magyarországon 2014. április 7-én.
Ebben az epizódban Marshall a buszúton megpróbálja elaltatni a kis Marvint különféle rímekbe szedett esti mesékkel, melyek a banda egy-egy tagjáról szólnak.

## Cselekmény
Szombat délután 5 óra van, 25 óra van hátra az esküvőig. Marshall és Marvin épp egy buszon ülnek, úton a Farhampton fogadó felé. Marshall, hogy elaltassa Marvint, rímekbe szedett történeteket ad elő.
Az első sztori Tedről szól, aki még mint egyetemi professzor, találkozik Lisával, aki vacsorára hívja. Ted nem tudja, hogy ez most egy randi, vagy csak egy kollegiális megbeszélés. A vacsora során ráadásul teljesen félreérthető jeleket kap, így nem lesz egyértelmű még ekkor sem. Lisa végül felfedi, hogy egyszer randizott a New York Yankees egyik játékosával, akiről egy kép alapján végül kiderül, hogy valójában Barney volt.
A második történet Robinról szól, aki éppen akkor szakított valamelyik barátjával. Bánatában rengeteg édességet zabál, mígnem összefut régi fiújával, Simonnal. Simon sokkal jobb bőrben van és sármosabb, mint korábban, és ki is derül, miért: elveszi feleségül Louise Marsh-ot. (aki miatt Robint kétszer is dobta). Dühében Robin ellopja az esküvői tortájukat és elkezdi megenni Ted lakásán. Mikor már megette a felét, megérkezik Lily is, és Robin ekkor szégyenkezni kezd. De ekkor már a többiek is arra bátorítják, hogy egye meg az egész tortát. A szép kis nézősereg láttára ez meg is történik, majd Barney még sört is hoz – Robin gyomrát pedig alaposan megfekszi a mutatvány.
A harmadik mesében Barneynak megtetszik egy lány, aki épp akkor sétált be a bárba. Lily szerint ő rangon aluli a lányhoz, de Barney közli, hogy ő a királya ennek, és felidéz egy korábbi esetet, amikor New York különféle csajozókirályai gyűlést tartottak (mindegyiket Neil Patrick Harris játssza). A tanács megvádolja Barneyt, amiért túlterjeszkedett a területén és ott szedett fel egy nőt, ami nem az ő területe – és ezért át kellene adnia annak a kettőnek Robint és Lilyt, akiknek a területén járt. A későbbi békesség kedvéért pezsgőt isznak, Barney tósztot mond, de ő nem iszik belőle – megmérgezte az italt és rajta kívül mindannyian meghalnak. A történet végén mindannyian szörnyülködnek Barney sztoriján, kivéve Tedet, aki időközben lenyúlta a nőt.
Marvin már majdnem elalszik, de egy defekt miatt a busznak meg kell állnia. Miközben megnéznek egy tűzijátékot, Marshall elmondja Marvinnak, hogy nemsokára az édesanyjával lehet, de fél attól, hogy a döntésének milyen következményei lesznek. Mint Jövőbeli Ted elmondja, ez volt Marvin első emléke. A buszsofőr szerint a Farhampton fogadó körülbelül 5 mérföldre van még onnan, így Marshall elhatározza, hogy gyalog teszi meg az utat – Jövőbeli Ted szerint ezt a döntést még megbánja.

## Kontinuitás
- Tednek a "Kisfiúk" című részben volt abból először baja, hogy a randipartnerére Barney is ráhajtott.
- Simon és Robin szakításai a "Homokvárak a homokban" című részben szerepeltek.
- Ted a "Háromnapos havazás" című részben mondta először, hogy van öt szó, amit egy férfi megbán, miután kimondta.

## Jövőbeli visszautalások
- Marshall megemlíti, hogy le fogja késni a bemutatkozó vacsorát ("A bemutatkozó vacsora")
- Marshall és Lily "összecsapására" végül a "Szünet ki" című részben kerül sor.

## Érdekességek
- Marshall Robinról szóló meséje pontatlan lehet, mert Simon felbukkan a "P.S. Szeretlek" című részben is, ahol ugyanúgy nézett ki, mint korábban, és Robin akkor már el volt jegyezve Barneyval. Az események alapján feltehetően a Donnal való szakítása után történhetett a sztori, a "Nagy napok"  című epizódban látottak alapján.
- Ez a negyedik epizód, amelyiknek a főcíme más, mint a többinek. Előtte "A kezdetek", a "Reménytelen", és a "46 perc" című részekben volt erre példa.
- Az epizód végén ismét hallható a "Marshall versus Gépek" dal.
- Jövőbeli Ted részéről elhangzik egy utalás, hogy talán nem gyerekeknek való történeteket mesélt el eddig a 9 évad során. Ez akkor történik, amikor Marshall elmeséli az első mesét, és a buszon mellettük ülő hölgy helyteleníti azt.
- Ez az első epizód az évadban, amelyben egyetlen jelenet sem játszódik a Farhampton fogadóban.